# Fritz Presl

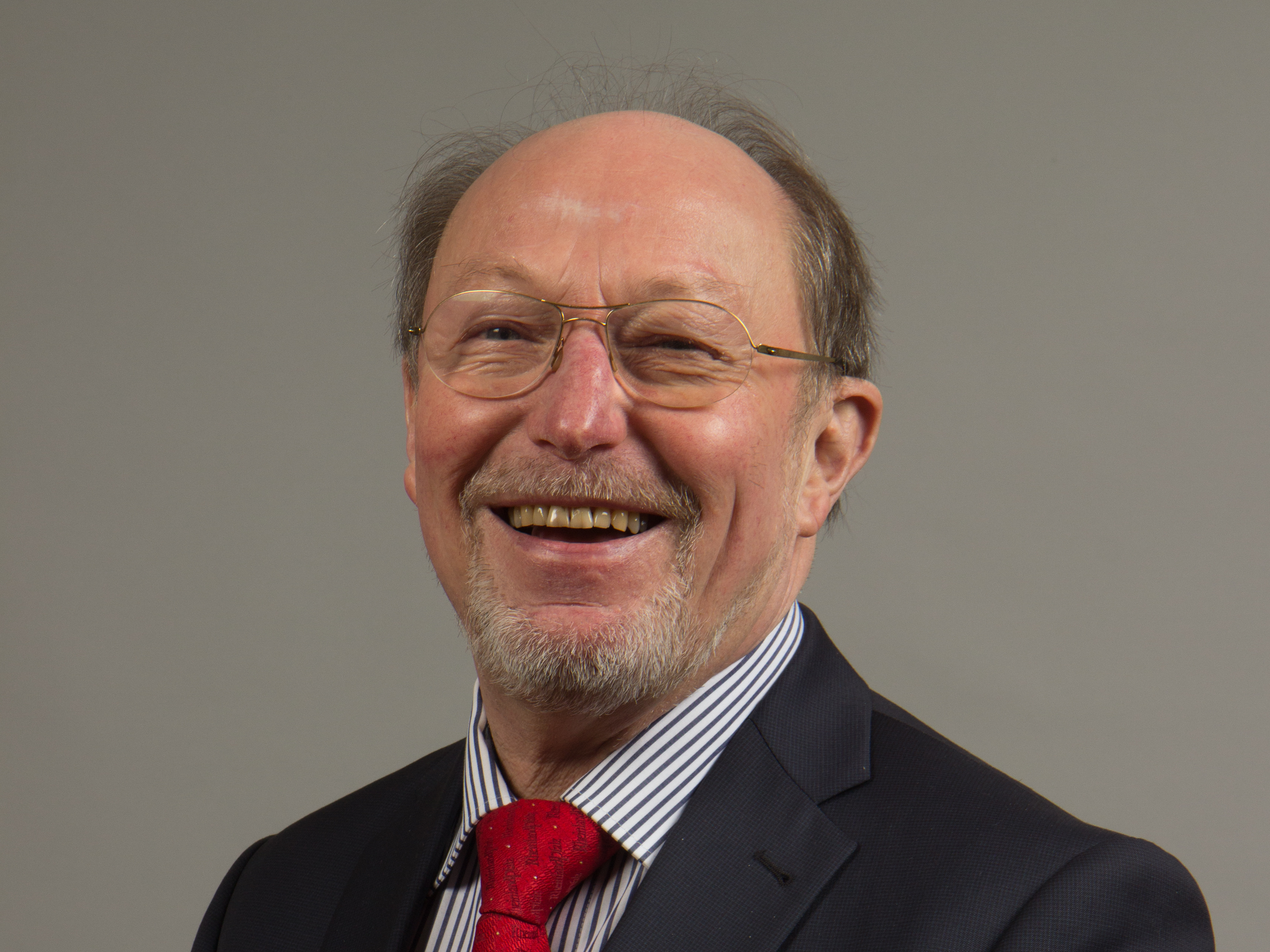
Fritz Presl (2014)

Fritz Presl (* 7. Februar 1945 in Bayreuth, eigentlich Friedrich Georg Presl) ist ein deutscher Politiker (SPD) und ehemaliger Schiedsrichter der Eishockey-Bundesliga.

## Leben und Beruf
Nach dem Erlangen der Fachhochschulreife 1961 durchlief Presl die Ausbildung zum gehobenen Dienst. Von 1968 bis 1972 besuchte er die Verwaltungs- und Wirtschaftsakademie Rheinland-Pfalz. Von 1968 bis 2001 war er bei der Stadtverwaltung Zweibrücken tätig, unter anderem als Amtsleiter für Fremdenverkehr, Sport und Kultur. Presl ist verheiratet und hat zwei Kinder.

## Politik
1970 trat Presl der SPD bei. Von 2004 bis 2011 war er Vorsitzender der SPD Zweibrücken. Seit 2004 ist er Mitglied des Stadtrats, in dem er von 2007 bis 2011 auch Vorsitzender der SPD-Fraktion war. Von 2001 bis 2016 war er Abgeordneter des rheinland-pfälzischen Landtags, in dem er den Wahlkreis 46 (Zweibrücken) immer als direkt gewählter Abgeordneter vertrat.

## Gesellschaftliches Engagement
Presl war 15 Jahre lang als Eishockeyschiedsrichter tätig, davon sechs Jahre in der Eishockeybundesliga. Danach war er als Funktionär tätig unter anderem als Schiedsrichterbeobachter beim Deutschen Eishockey-Bund und in der Deutschen Eishockey Liga sowie beim rheinland-pfälzischen Eis- und Rollsportverband und im Sportbund Pfalz.
Bis 1981 war er Schiedsmann in Zweibrücken.
Von 1997 bis 2002 war er Projektleiter des deutsch-französischen Musikfestivals Euroklassik.